# Tomeu Seguí Nicolau
Tomeu Seguí Nicolau   (Palma, 28 de maig de 1962) és un dibuixant de còmic, il·lustrador i editor. Ha publicat els seus treballs a revistes tan diverses com Madriz, El Víbora i Esquitx i, abocat cap al mercat francès, va guanyar l'any 2009 el Premio Nacional del Cómic per Les serps cegues, realitzada en col·laboració amb el guionista Felipe Hernández Cava.

## Biografia

### Infància i adolescència
De ben petit, Tomeu Seguí va llegir i copiar a dibuixants de l'escola Bruguera (Francisco Ibáñez, Raf, Vázquez) i també a dibuixants francobelgues (Morris).
A finals dels anys setanta, va descobrir a les revistes Tótem i Comix Internacional a autors com Alberto Breccia, Carlos Giménez, Moebius, José Muñoz i Sampayo o Hugo Pratt, els quals el feren decantar per la seva vocació. La seva primera historieta va aparèixer a Senda del Cómic (1979).

### Inicis professionals (1983-1989)
Va rebre classes de pintura a Barcelona, mentres intentava obrir-se pas a les revistes de còmic nacionals, participant a "Comic del Aficionado" (1983) de Toutain Editor. Va ser, això no obstant, mitjançant una companya d'estudis, filla de Fernando Fernández, que va poder publicar la seva primera historieta com a professional a la revista Metropol (1983), editada pel mateix Fernando Fernández. Aquesta revista tancà al cap de poc i va publicar a Madriz En alas de Mercurio on apareix per primera vegada el seu personatge el detectiu Simón Feijoo (1986). Les següents històries curtes del detectiu es recopilaren a l'álbum A salto de mata (Editorial Complot, 1989). També va publicar a El Víbora les sèries Lola y Ernesto (1988) i Héctor y Rita (1990).

### Il·lustrador (1989-1997)
A partir de 1989, amb La capseta d'Ivori s'havia volcat en la il·lustració: Les curioses revoltes d'en Xaterot (1990), El traficant d'armes (1991), Al damunt d'un polvorí (1992), Les dues banderes (1992), L'abat Oliba (1993), etc. Va publicar també àlbums d'historietes com Luigi es Luis (Ed. Milán, 1991) i Locus de Barna (Ed. El Pregonero, 1996).

### Tornada a Mallorca (1998-2006)
Després de tornar a Mallorca i juntament amb Sonia Delgado, es va embarcar en l'edició de dues revistes de còmic infantils: Rifi Rafe, suplement setmanal del diari "Última Hora" (1998-2002), i "Esquitx" des de l'any 2000.
Més endavant, va publicar per a Edicions de Ponent dos àlbums de Simón Feijoo: Cohibas Connection amb guió de Carles Santamaría (2001) i ¿Coca o ensaïmada? (2003). Amb El sueño de México (2004), escrita per Ramón de España (2004), va debutar en el mercat francobelga mitjançant l'editorial Paquet. Va diversificar a més la seva vessant com a il·lustrador infantil, ja fos a contes per a l'editorial Cruïlla o SM, llibres de text per a Santillana i d'aprenentatge del castellà per a l'editorial alemanya Langenscheidt. Mentrestant, va fer diverses historietes a publicacions alienes al medi, dos projectes d'àlbum que no acaben de quallar amb Jorge Zentner com a guionista, a més de la tira Vuits I Nous, publicada diàriament des de 2004 en el diari "Última Hora" de Balears, amb guió de Ferran Aguiló.

### Maduresa i reconeixement (2007-present)
L'any 2006, decidit a realitzar una obra més ambiciosa, va convèncer el guionista Felipe Hernández Cava per a col·laborar a Les serps cegues, que va rebre l'any 2008 els premis a la Millor Obra i al Millor Guió al 27è Saló Internacional del Còmic de Barcelona, els IX Premis de la Crítica a les categories de Millor Obra i Millor Guió i el Premi Nacional del Còmic El mes de juny del mateix any, ambdós començaren "Hágase el Caos", un thriller polític en dos toms ambientat l'any 1953. També va assistir al Saló del Còmic de Barcelona, com a part de la representació balear homenatjada al Saló.
El 2011, juntament amb Gabi Beltrán com a guionista, va dibuixar la novel·la gràfica Històries del barri, obra guanyadora del Premi Ciutat de Palma de Còmic.

## Obra
Com a dibuixant de còmic
- 1989 A salto de mata (Editorial Complot).
- 1990 Lola y Ernesto (Ed. La Cúpula).
- 1991 Luigi es Luis (Ed. Milán).
- 1996 Locus de Barna (Ed. El Pregonero).
- 2000 Almanaque extraordinario Bardín baila con las más fea, col·lectiva (Mediomuerto).[2]
- 2001 Cohibas Connection guió de Carles Santamaría (Edicions de Ponent).
- 2003 ¿Coca o ensaimada? (Edicions de Ponent).
- 2004 El sueño de México guió de Ramón de España (Edicions de Ponent)
- 2008 Les serps cegues guió de Felipe Hernández Cava (BD Banda)
- 2011 Hágase el Caos. Lux guió de Felipe Hernández Cava (Norma Editorial)
- 2011 Històries del barri guió de Gabi Beltrán (Astiberri)
- 2012 Hágase el Caos. Umbra guió de Felipe Hernández Cava (Norma Editorial)
- 2014 Las oscuras manos del olvido guió de Felipe Hernández Cava (Norma Editorial)
- 2014 Històries del barri. Camins guió de Gabi Beltrán (Esquitx Edicions)
- 2017 Carvalho. Tatuaje guió adaptat per Hernan Migoya (Norma Editorial)
- 2019 Carvalho. La soledad del manager guió adaptat per Hernan Migoya (Norma Editorial)
- 2021 Carvalho. Los mares del sur guió adaptat per Hernan Migoya (Norma Editorial)
- 2023 Boomers (Salamandra Graphic)

Com a il·lustrador
- 1989 La capseta d'Ivori de Miguel Aparici i Joan de Déu Prats,
- 1993 L'ós llaminer,
- 1994 El virus de l'ordinador de Josep Bantulà,
- 2000 La maledicció del cavaller Nomormai d'Eduard Márquez,
- 2007 Guillem Tell,
- 2008 Barbablava de Charles Perrault,
- 2008 Eva i el bosc de Joan Cavallé,
- 2009 L'arbre de les històries d'Eulàlia Canal,
- 2009 Mi primera Historia de España.